# Montgomery, Massachusetts
Montgomery är en kommun (town) i Hampden County i delstaten Massachusetts, USA. Vid folkräkningen år 2010 bodde 838 personer på orten. Den har enligt United States Census Bureau en area på totalt 39,3 km² varav 0,3 km² är vatten.